# Herman Södersten

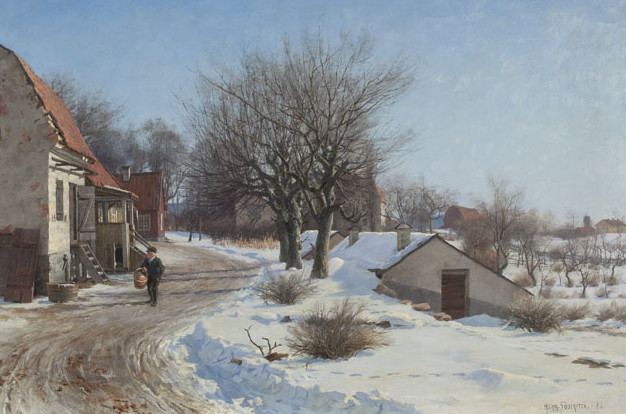
Herman Söderstens Vinterbild från Bergianska trädgården 1886, som då låg mellan nuvarande Karlbergsvägen och Vasaparken. Kvarnen "Lilla Eva" syns till höger i bakgrunden, i dagens kvarteret Tuben

Anders Herman Södersten, född 12 juli 1862 i Filipstad Värmland, död 2 juli 1926 New Haven, Connecticut, USA, var en svensk-amerikansk  målare och tecknare.
Han var son till skräddarmästaren Nils Södersten och Stina Lisa Nilsdotter och från 1891 gift med Amanda Peterson.
Södersten kom till Karlskoga som 8-åring och gick först i lära som hantverksmålare hos farbrodern Johannes Södersten. Han studerade vid Konstakademien i Stockholm 1881-1887. Efter fortsatta konststudier i Paris begav han sig 1889 till USA för att besöka sin far och syskon. Besöket resulterade i en levnadslång konstnärsgärning i Amerika, han bosatte sig i New Haven och etablerade sig som konstnär där.
Hans konst under Sverigeåren utgörs huvudsakligen av landskap, varav många från Karlskoga och Stockholm samt några porträtt bland annat av Fredrik August Boltzius 1887. Under tiden i USA arbetade han mest som porträttmålare. Han målade flera officiella porträtt för statskapitolet i Hartford av guvernörer och vice guvernörer i staten Connecticut, för stadshuset i New Haven utförde han ett par porträtt av stadens förutvarande borgmästare samt för Yale universitetet ett porträtt av professor S W Johnson. 
Han har framträtt i en samlingsutställning i Göteborg 1886 och Sveriges allmänna konstförenings vandringsutställning 1888 och medverkade senare i åtskilliga utställningar i New Haven, Hartford och New York. En minnesutställning med några av Södersten verk i svensk ägo genomfördes i Karlskoga 1941. Hembygdsföreningen i Karlskoga visade 2015 sex målningar av Herman Södersten,i miniutställningen Den förste store konstnären i Karlskoga.
Bland hans offentliga arbeten märks en altartavla för Bethesda Lutheran Church i New Haven 1890 när man på 1950-tlet byggde en ny kyrka flyttades altartavlan dit. 
Södersten finns representerad i Stockholms Stadsmuseum, Memorial Hall Hartford, Mattatuck Museum i Connecticut med porträtt av Elizabeth Hosmer Kellogg Chase och Stephen Wright Kellogg, Sheffield Scientific Hall New Haven, Bofors AB, Bergsmansgården Aggerud med oljemålningen Tågtavlan och på Nationalmuseum med en skissbok innehållande 42 blyertsteckningar med motiv från Stockholm daterad 1884.
Han var medlem av Connecticut Academy of Fine Arts i Hartford, av New Haven Paint and Clay Club, samt av Society of Independent Artists i New York.